# Европейский маршрут E331
Европейский маршрут E331 — автомобильный европейский автомобильный маршрут категории Б, проходящий по территории Германии и соединяющий города Дортмунд и Кассель.
Он начинается от Рурской скоростной автомагистрали B1 (Bundesstraße 1) в Дортмунде и заканчивается в Фульдабрюк-Бергсхаузен (треугольник Кассель-Зюд). От перекрёстка Дортмунд/Унна до треугольника Кассель-Зюд автомагистраль E 331 идентична федеральной автомагистрали 44 (Bundesautobahn 44).

## Маршрут
Весь путь проходит через следующие города  Германия:
- E34, E37, E41 Дортмунд
- Унна
- Верль (Kreuz Werl)
- Зост
- Эрвитте
- Гезеке
- Бюрен (Вестфалия)
- Бад-Вюнненберг
- Марсберг
- E45 Кассель